# Grande Nation

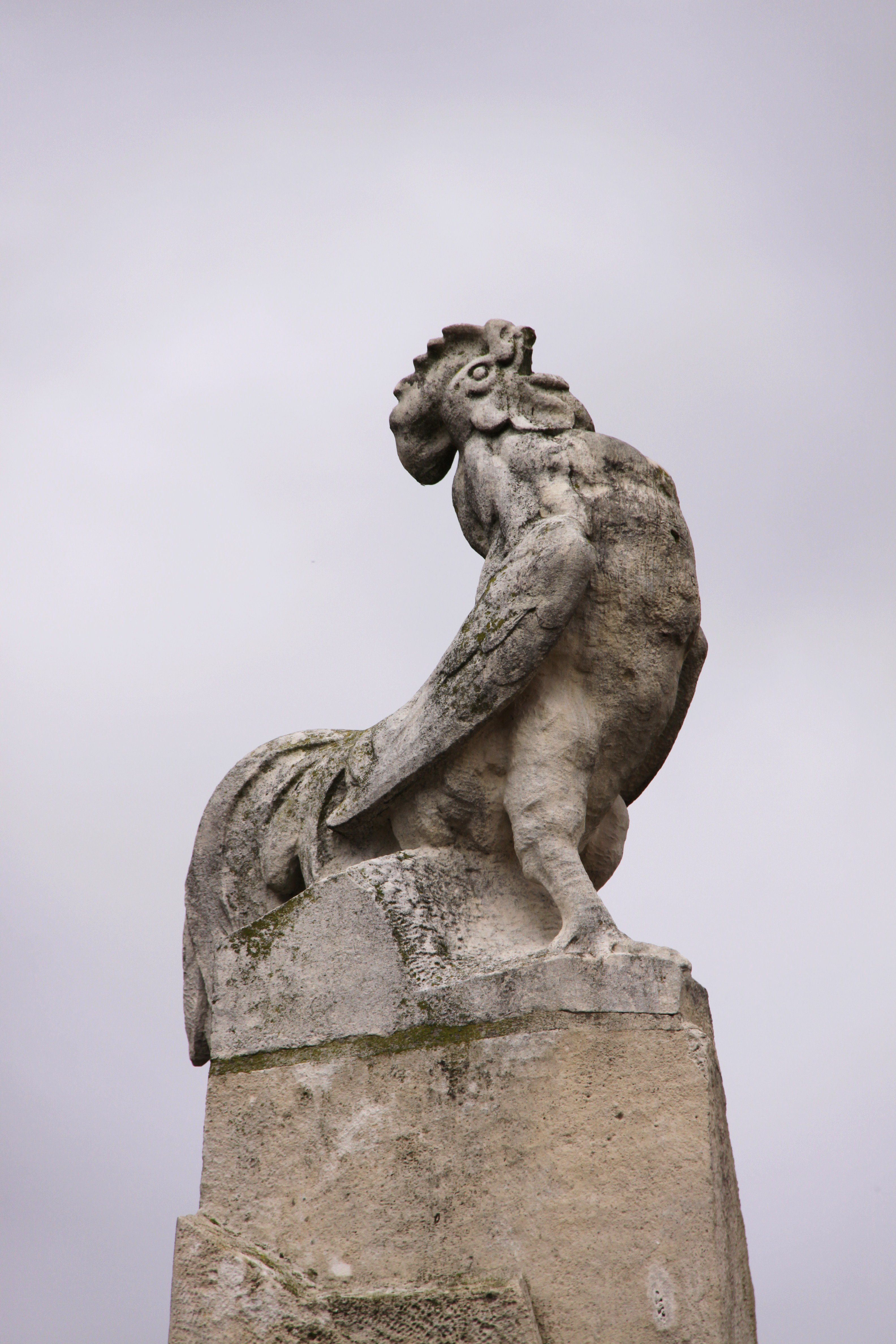
Der gallische Hahn, Wappentier von 1789 bis 1804, ist noch immer eine tierische Nationalallegorie für Frankreich, auch im ethnophaulistischen Sinne

Grande Nation [ˌgʀɑ̃dnaˈsjɔ̃] (französisch für „große Nation“) wird besonders in Deutschland, Österreich und der Schweiz mit bestimmtem Artikel (Die bzw. La Grande Nation) – als Synonym für Frankreich bzw. die Französische Nation verwendet. Eine Verbindung des Begriffs mit dem unbestimmten Artikel (Une bzw. Eine) ist im Deutschen unüblich. In Frankreich selbst ist der Begriff (auch mit bestimmtem Artikel) kaum verbreitet. Deutlich verbreiteter ist der Begriff der Grandeur, der Herrlichkeit bzw. Sonderstellung Frankreichs.

## Begriffsherkunft
Im Französischen wird der Begriff La Grande Nation nur noch geschichtlich verwendet, und zwar in Bezug auf die Napoleonische Zeit. Er bezeichnete zu jener Zeit ein Frankreich in seinen „natürlichen“ (geographischen) Grenzen – im Sinn einer geeinten, zentralistisch regierten Republik statt eines Frankreichs vieler Provinzen. In diesem Sinn wurde der Begriff in Frankreich fast nur in der Zeit von 1790 bis 1800 benutzt. Der Brockhaus von 1907 führt ihn auf Napoleon in der Zeit des Italienfeldzugs 1797 zurück. Auch deutsche Bewunderer der französischen Revolution wie Christoph Martin Wieland (1790) verwendeten den Begriff als Bezeichnung für Frankreich.
In den Befreiungskriegen gegen Napoleon nahm die Bezeichnung einen negativen Beiklang an und wurde von da an etwa in der Rheinkrise 1840, im Deutsch-Französischen Krieg 1870/71 bis 1945 häufig abwertend im Rahmen der Idee einer deutsch-französischen Erbfeindschaft verwendet (höhnisch z. B. durch die Deutsche Wochenschau in Berichten über die französische Niederlage 1940). Durch den europäischen Einigungsprozess und vor allem seit der Zeit von Charles de Gaulle hat der Begriff durch die Aussöhnung zwischen beiden Ländern seine negative Bedeutung weitgehend verloren. Er findet sich aber immer noch häufig in der deutschsprachigen Presse, oft mit einer leicht spöttischen oder herablassenden Bedeutung, aber auch bewundernd im Sinne eines ungebrochenen Verhältnisses zur eigenen Vergangenheit.
Teilweise besteht in Deutschland die Auffassung, der Begriff La Grande Nation werde von Franzosen selbst als aktuelle Eigenbezeichnung für ihr Land verwendet – vergleichbar der deutschen Eigenbezeichnung „Land der Dichter und Denker“ für Deutschland. Ein Grund dafür können patriotisch klingende Passagen in Ansprachen französischer Politiker sein: So betonte de Gaulle häufig den Begriff der französischen „Nation“ und sprach auch von grande nation (ohne bestimmten Artikel). Jacques Chirac verwendete die Bezeichnung « une très grande nation » (wörtlich übersetzt „eine sehr große Nation“, sinngemäß auch „eine bedeutende Nation“) und sagte zum Beispiel: « Nos compatriotes sont bien conscients que la France a tous les atouts pour être une grande nation. » Bei solchen Ansprachen französischer bzw. französischsprachiger Politiker wird aber nahezu stets der unbestimmte Artikel une zu grande nation verwendet und oft auch noch ein ergänzendes Adjektiv angehängt (zum Beispiel « une grande nation culturelle », „eine bedeutende Kulturnation“). Wird der Begriff La Grande Nation, wie im Deutschen üblich, mit bestimmtem Artikel und als Synonym für das heutige Frankreich verwendet, kann dies in der Kommunikation zwischen Deutsch- und Französischsprachigen zu Irritationen und Missverständnissen führen.

## Grandeur de la France
Nach wie vor von Bedeutung für das Verständnis der Außenpolitik wie des Selbstverständnis Frankreichs ist der Begriff der Grandeur. Die Grandeur, die Größe und Sonderstellung Frankreichs ist und war ein wichtiger Aspekt des Gaullismus, wurde diesem aber auch aus linker Sicht zugeschrieben, etwa von Régis Debray. Die Grandeur wie die Sonderstellung Frankreichs sind unter anderem in den Kriegsmemoiren de Gaulles an zentraler Stelle zu finden. Ebenso taucht sie in verschiedenen einschlägigen Romantiteln auf, so etwa bei Balzac Grandeur et décadence wie auch bei Louis Aragon (Servitude et Grandeur des Français. Scènes des années terribles, 1945). Noch 1992 schrieb der ehemalige Botschafter Gilbert Perol ein durchaus ernstgemeintes Buch über die Grandeur de la France.